# Мятеж (фильм, 2026)
«Мятеж» (англ. Mutiny) — предстоящий остросюжетный боевик французского режиссёра Жан-Франсуа Рише. Главную роль исполнит Джейсон Стейтем. Премьера состоится 9 января 2026 года.

## Сюжет
На глазах Коула Рида убивают его босса — промышленника-миллиардера. Рид становится главным подозреваемым и пускается в бега. Чтобы доказать свою невиновность, он должен раскрыть международный заговор.

## В ролях
- Джейсон Стейтем — Коул Рид
- Аннабель Уоллис
- Джейсон Вонг
- Роланд Мёллер

## Производство
В мае 2024 года стало известно, что Джейсон Стейтем сыграет в остросюжетном боевике «Мятеж» по сценарию Линдси Мишель и Джей Пи Дейвиса. Режиссёром станет Жан-Франсуа Рише. Права на прокат фильма приобрела компания Lionsgate.
Съёмки фильма начались в сентябре 2024 года в Великобритании.